# 阿因松
阿因松，是西班牙阿拉贡自治区萨拉戈萨省的一个市镇。 总面积41平方公里，总人口1235人（2001年），人口密度30人/平方公里。